# Hellevoetsluis
Hellevoetsluis – gmina w prowincji Holandia Południowa w Holandii. Ma własny port i znajduje się niedaleko miasta Rotterdam.